# R Columbae
R Columbae är en pulserande variabel av Mira Ceti-typ i stjärnbilden Duvan. Stjärnan var den första i Duvans stjärnbild som fick en variabelbeteckning.
Stjärnan varierar i visuell magnitud från 7,67 till 15,0 med en period av 328,5 dygn.

## Fotnoter
1. ↑  Variabelstjärnornas beteckningar börjar med bokstäverna R-Z, därefter A-Q , följt av RR-ZZ och AA-QQ, varefter de börjar betecknas med bokstaven V och ett ordningsnummer, från och med V335.